# Robots en imperium
Robots en imperium (Engelse titel: Robots and Empire) is een sciencefictionroman uit 1985 van de Amerikaanse schrijver Isaac Asimov en de vierde roman uit de robot-reeks. 
Robots en imperium maakt deel uit van Asimov's samenvoeging van zijn drie grote series van sciencefictionverhalen en -romans: zijn robot-reeks, zijn Galactisch Imperium-reeks en zijn Foundation-reeks. Asimov voerde deze eenwording ook uit in zijn roman Hoeksteen van de Foundation en het vervolg daarvan, waardoor de drie fictiereeksen werden verenigd in een enkele toekomstige geschiedenis.

## Verhaal
Het verhaal speelt zich af honderdzestig jaar na de gebeurtenissen in De robots van de dageraad. Er dreigt een crisis over wie de Melkweg zal overheersen, de langlevende ruimtelingen of de kortlevende kolonisten. De robots R. Giskard Reventlov en Daneel 16 beginnen een speurtocht naar de oorsprong van de op handen zijnde ramp. Tegelijkertijd is Giskard op zoek naar de wetten van de Humanica, maar dan moet hij de Nulde Wet van de Robotica kunnen aanvaarden.